# Vicereame di Vologda
Il Vicereame di Vologda (in russo Вологодское наместничество?) era una divisione amministrativa (in russo наместничество?, namestničestvo) dell'Impero russo, esistita nel 1780-1796. La sede del Vicereame si trovava a Vologda.
Il vicereame fu istituito con decreto (ukase) di Caterina II il 5 febbraio 1780. Era suddiviso in tre oblast': Vologda, Veliky Ustyug e Arkhangelsk. Il predecessore del vicereame di Vologda era il Governatorato di Arcangelogorod con sede ad Argangelo.
Come con la maggior parte degli altri governatorati e vicereami istituiti negli anni 1770-1780, l'istituzione del vicereame di Vologda faceva parte della riforma che tentava di avere un controllo più stretto delle questioni locali da parte dell'autocrazia russa. La riforma, a sua volta, fu facilitata dalla rivolta di Pugačëv del 1774-1775.
Il 26 marzo 1784 l'oblast' di Arcangelo fu scissa e istituita come Vicereame di Arcangelo.
Tra il 1784 e il 1796, il vicereame di Vologda confinava con il vicereame di Arcangelo a nord, il vicereame di Tobolsk a nord-est, il vicereame di Perm a est, il vicereame di Vyatka a sud-est, i vicereami di Kostroma e Yaroslavl a sud, il vicereame di Novgorod a sud-ovest e il vicereame di Olonec a l'ovest. In termini dell'attuale divisione politica della Russia, il vicereame di Vologda comprendeva in questo periodo le aree di ciò che attualmente è la maggior parte dell'oblast' di Vologda, nonché parti della Repubblica di Komi, Kostroma, Kirov e Nizhny Novgorod.
Il vicereame fu abolito con decreto di Paolo I il 23 dicembre 1796. Sul territorio del vicereame (oblast' di Vologda e Veliky Ustyug) fu istituito il Governatorato di Vologda.

## Governatori
L'amministrazione del vicereame era svolta da un namestnik (viceré) e controllata da un governatore generale. I governatori del vicereame di Vologda furono,
- 1780-1788 Aleksej Petrovich Melgunov;
- 1788-1793 Evgeniy Petrovich Kashkin;
- 1794-1796 Pyotr Vasilyevich Lopukhin.

I viceré furono,
- 1780-1784 Grigorij Dmitriyevich Makarov;
- 1784-1792 Pëtr Fëdorovich Mezentsov;
- 1793-1796 Nikolay Dmitriyevich Shetnev.